# Wiebachtal und Siepener Bachtal
Das Naturschutzgebiet Wiebachtal und Siepener Bachtal liegt auf dem Gebiet der Stadt Radevormwald im Oberbergischen Kreis in Nordrhein-Westfalen.
Das offiziell 94,14 ha große Gebiet, das im Jahr 2007 unter Naturschutz gestellt wurde, erstreckt sich südlich der Kernstadt Radevormwald entlang des Siepener Baches und des Wiebaches. Westlich verläuft die Landesstraße L 412, nördlich die B 229 und östlich die B 483. Am südlichen Rand des Gebietes erstreckt sich die Wuppertalsperre mit einer Wasseroberfläche von 225 ha.

## Beschreibung
Das Radevormwalder Naturschutzgebiet Wiebachtal und Siepener Bachtal mit der Schlüssernummer (GM-092) wird auf dem Gebiet der Gemeinde Hückeswagen durch das 95 ha große Naturschutzgebiet Wiebachtal und Talhänge (GM-081) ergänzt und dadurch in der Fläche verdoppelt. Der Wiebach markiert größtenteils die Grenze zwischen den Gemeinden Radevormwald und Hückeswagen.
Das Schutzgebiet umfasst die Bachtäler und die ihnen zufließenden Nebengewässer nördlich und südlich der Ortschaft Ispingrade. Der nördlichste Punkt liegt bei der Ortschaft Holte, der südlichste ist der Damm der Wiebach-Vorsperre an der Wuppertalsperre.
Das Siepener Bachtal (auch als Ispingrader Bachtal bezeichnet) ist im Oberlauf geprägt von einem Mosaik aus kleinen Erlenbestände mit Feuchtwiesenabschnitten. Ab der Zuwegung von der Ortschaft Ispingrade folgt ein großes Waldgelände, welches in Gewässernähe aus einem Erlenwald mit mäßig beeinträchtigter Krautschicht besteht. Im Unterlauf bis zur Vorsperre sind die Hänge mit Mischwald bestockt. Die Laubwaldbereiche östlich der Ortschaft Berg bestehen zum Teil aus Hainsimsen-Buchenwald.
Am Wiebach selbst wechseln sich Mädesüß-Bestände mit bachbegleitenden Erlen und Nasswiesenbereichen kleinräumig ab. Im Bereich der Ortschaft Kaffekanne fließt dem Wiebach der Hölterhofer Bach zu, dessen Ufer von einem Erlenwaldstreifen gesäumt wird und an dessen nördlichem Ende ein Teich mit Wasserstern-Gesellschaft liegt. Weiter nördlich bei der Ortschaft Holte gehört ein Hainsimsenbuchenwald und ein mit Ilex durchsetzter Eichenwald zum Schutzgebiet.
Den besondere Wert des Naturschutzgebietes Wiebachtal und Siepener Bachtal machen die naturnahe Fließgewässer mit Quellbereichen, Nass- und Feuchtgrünland und naturnahen Stillgewässer in der Aue, sowie die einheimische Ufergehölze und naturnahen Buchen- und Eichen-Buchenwälder auf den Hängen, aus. Wegen seiner Biotopvernetzung besitzt das Naturschutzgebiet eine besondere Bedeutung im Biotopverbund.
Im Naturschutzgebiet ist eine große Artenzahl von Pflanzen der Feucht- oder Nassgebiete heimisch. Hervorzuheben sind: Herbst-Wasserstern (Callitriche hermaphroditica), Kuckucks-Lichtnelke (Lychnis flos-cuculi), Sumpf-Schafgarbe (Achillea ptarmica), Schlangen-Knöterich (Bistorta officinalis), Sumpf-Schwertlilie (Iris pseudacorus) und Rapunzel-Glockenblume (Campanula rapunculus). Das Naturschutzgebiet hat große Bedeutung für Amphibien, wie z. B den immer seltener werdenden Grasfrosch (Rana temporaria).

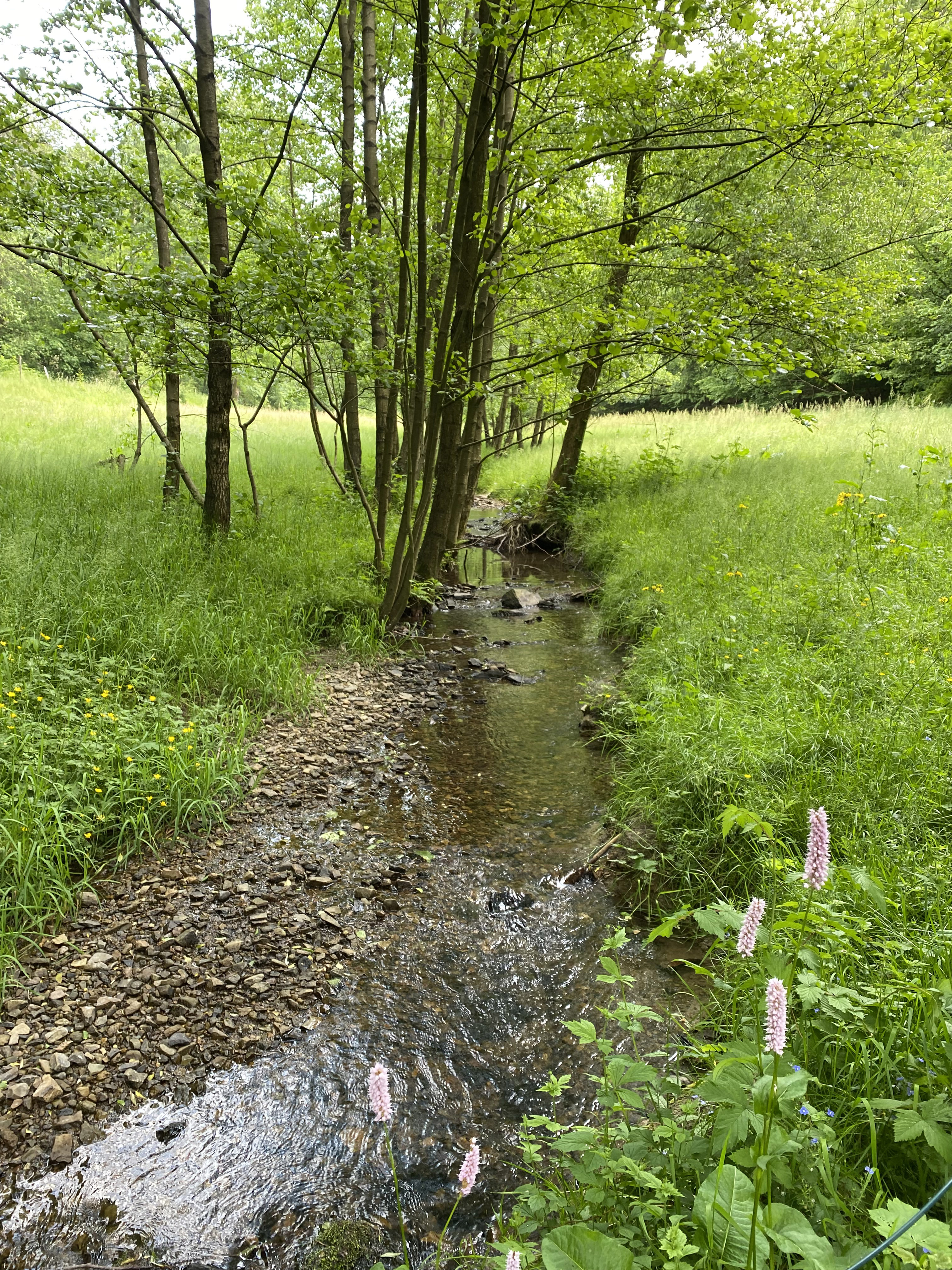
Wiebach Oberlauf mit Schlangen-Knöterich
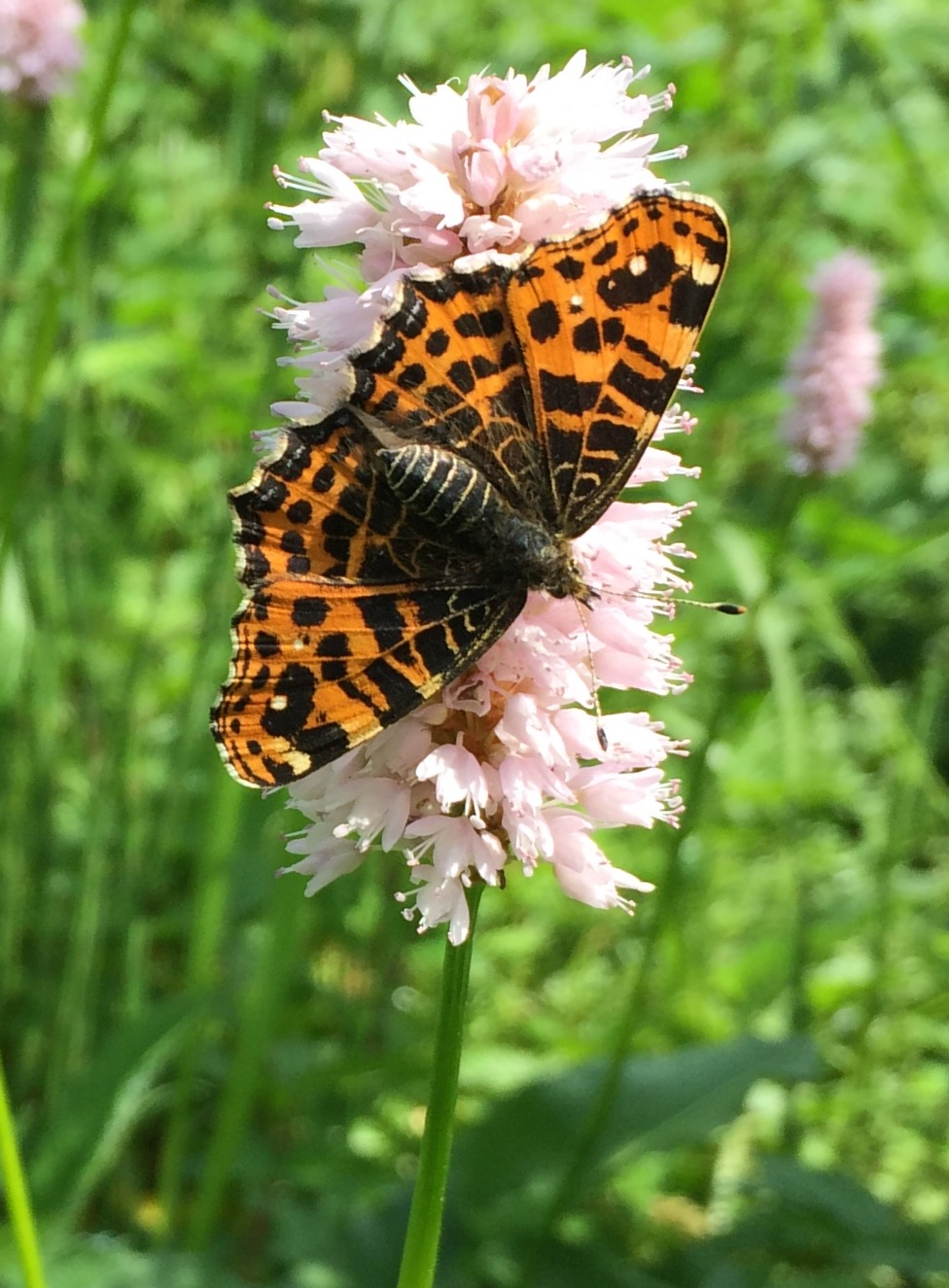
Landkärtchen auf Schlangen-Knöterich
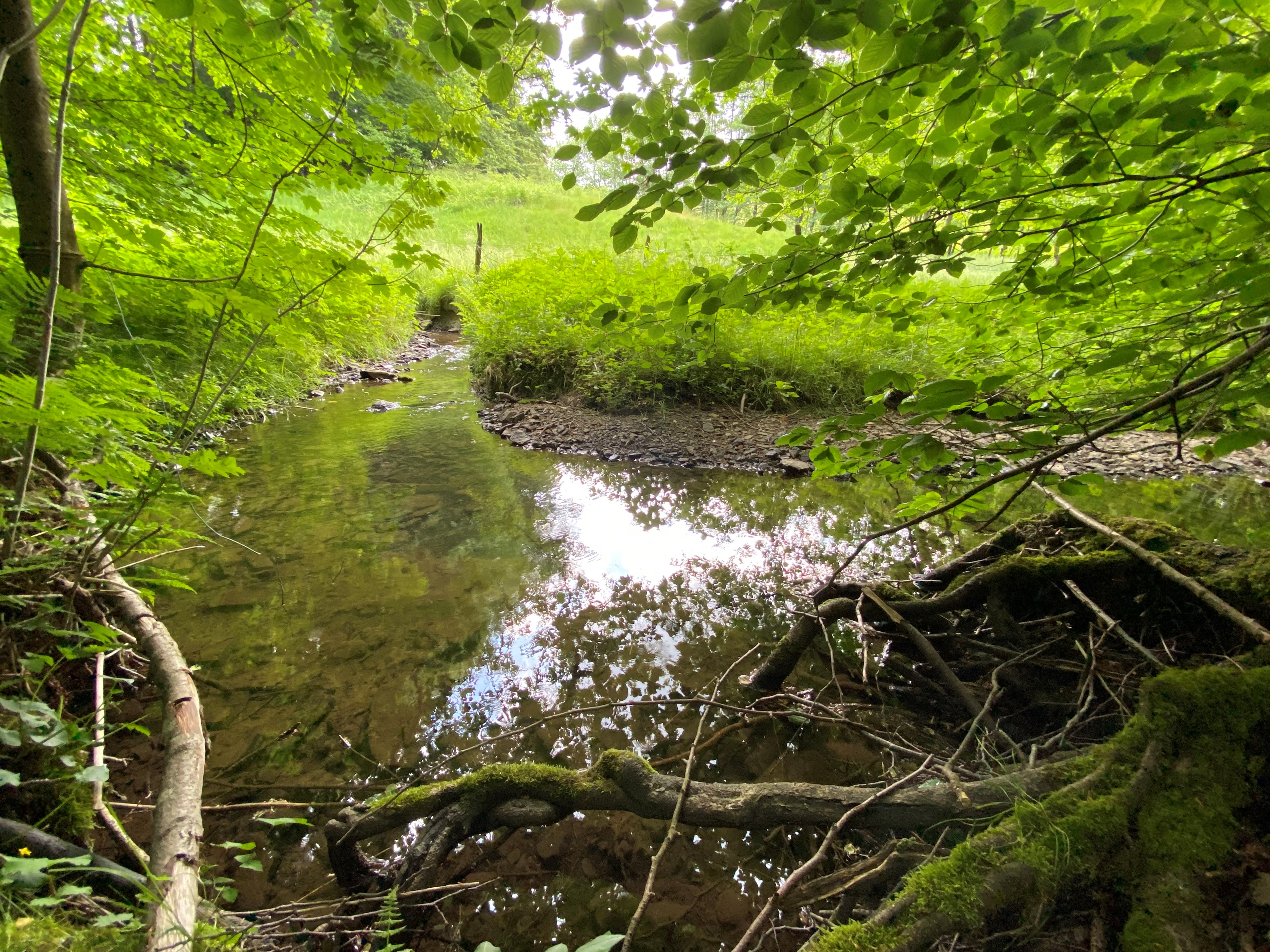
Wiebach Oberlauf
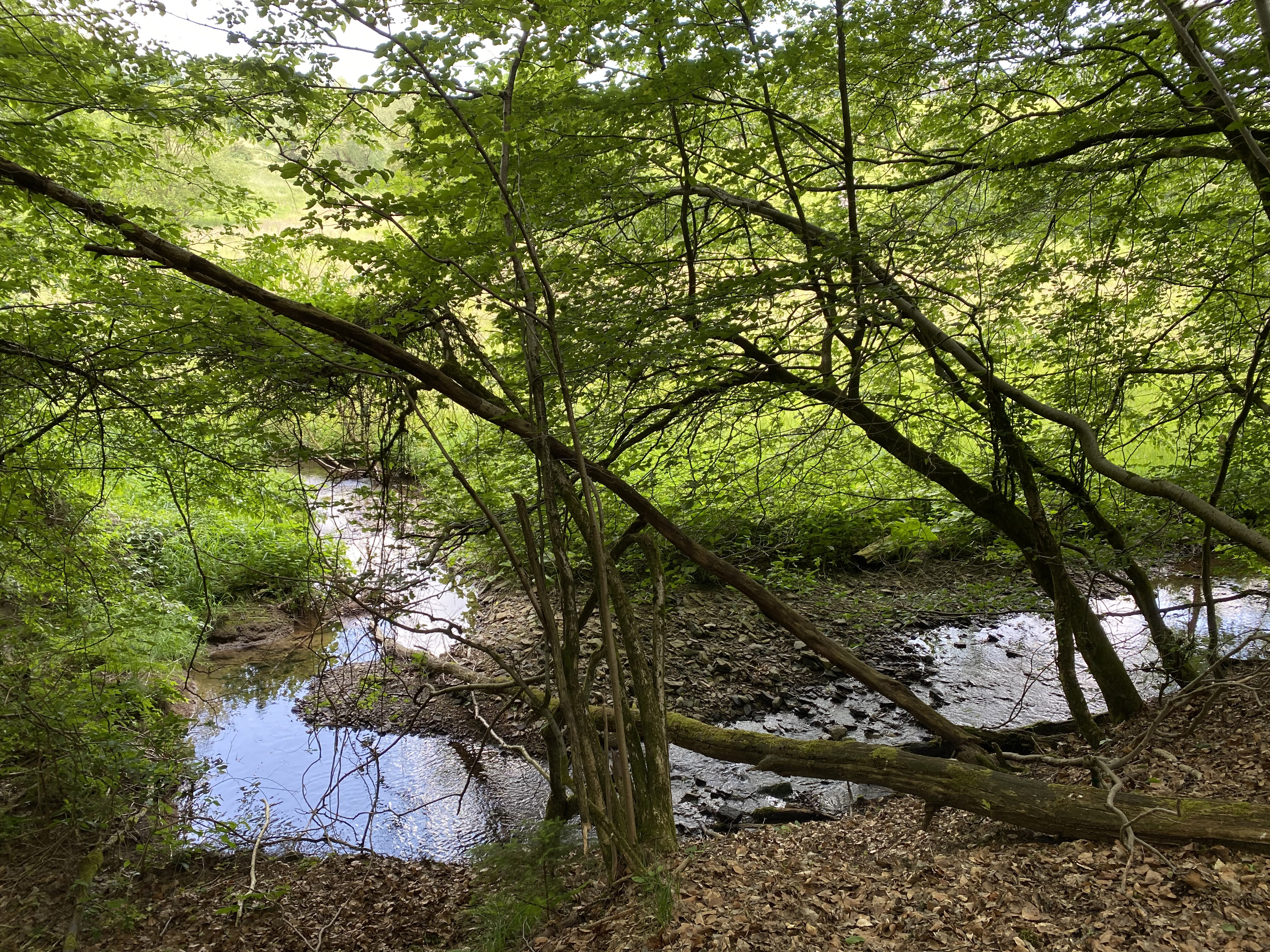
Wiebachtal Mittellauf
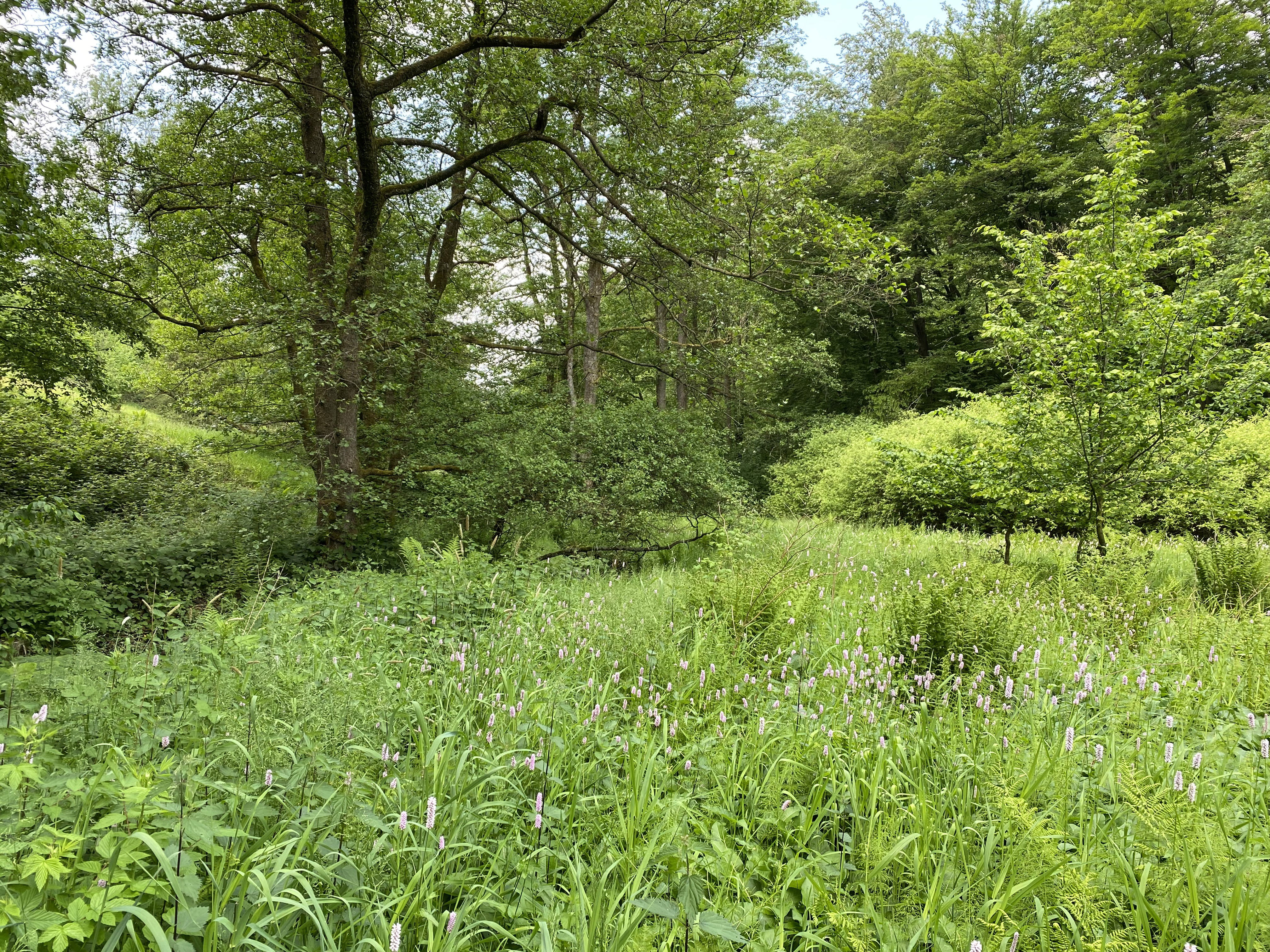
Feuchtwiese am Wiebach-Unterlauf
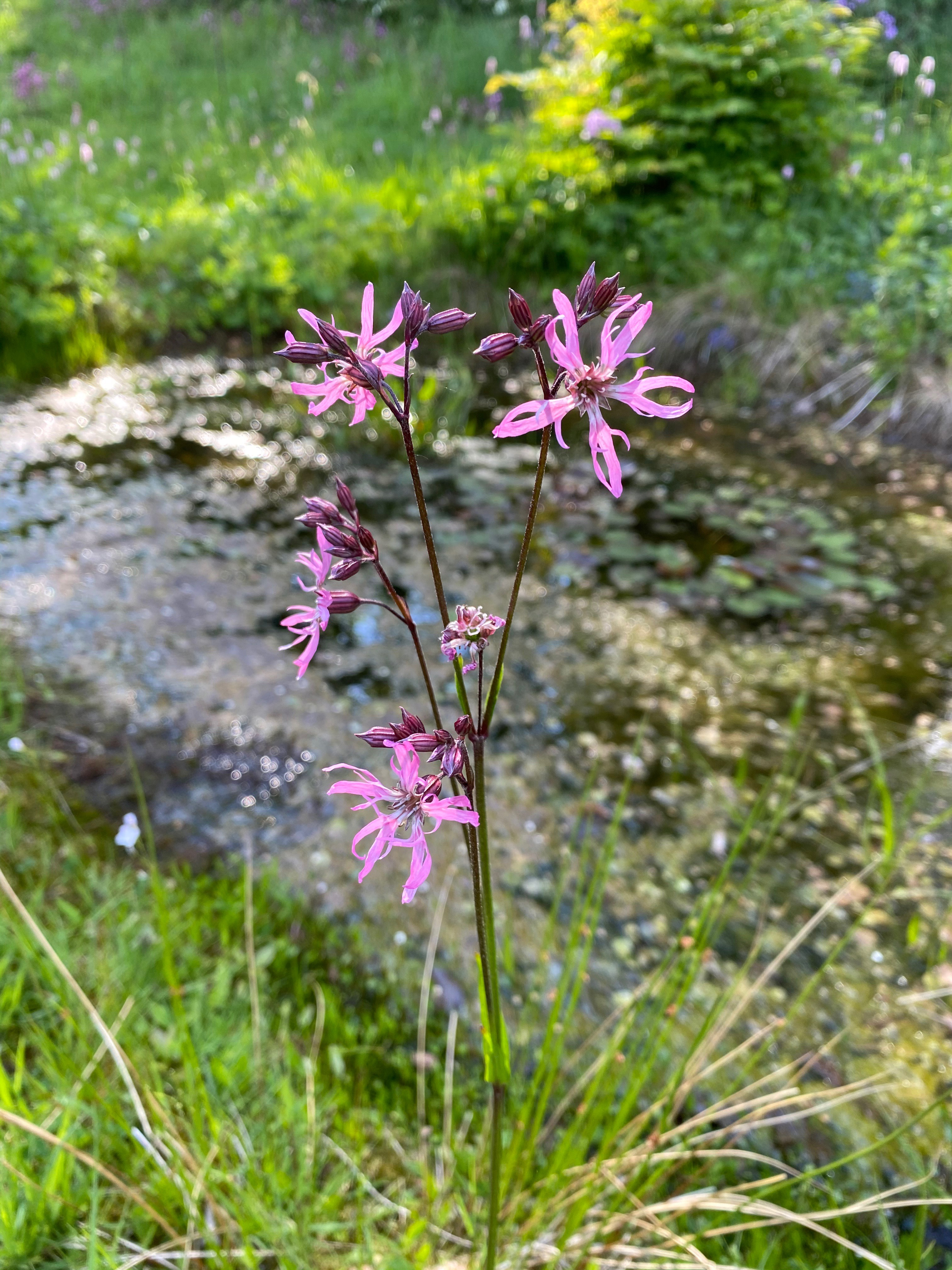
Kuckucks-Lichtnelke (Lychnis flos-cuculi)
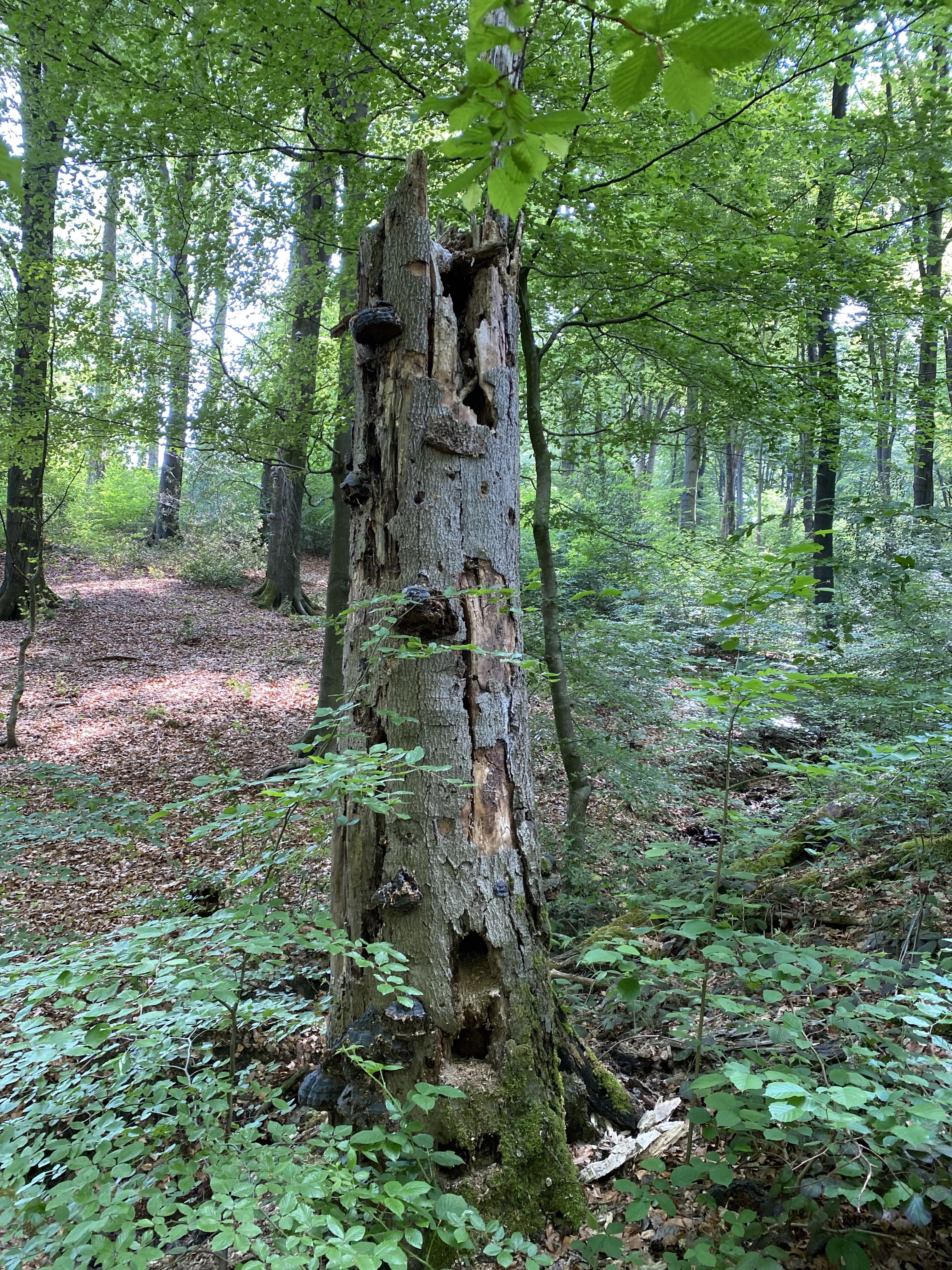
Wertvoll für Insekten und Vögel – Totholz im Wiebachtal
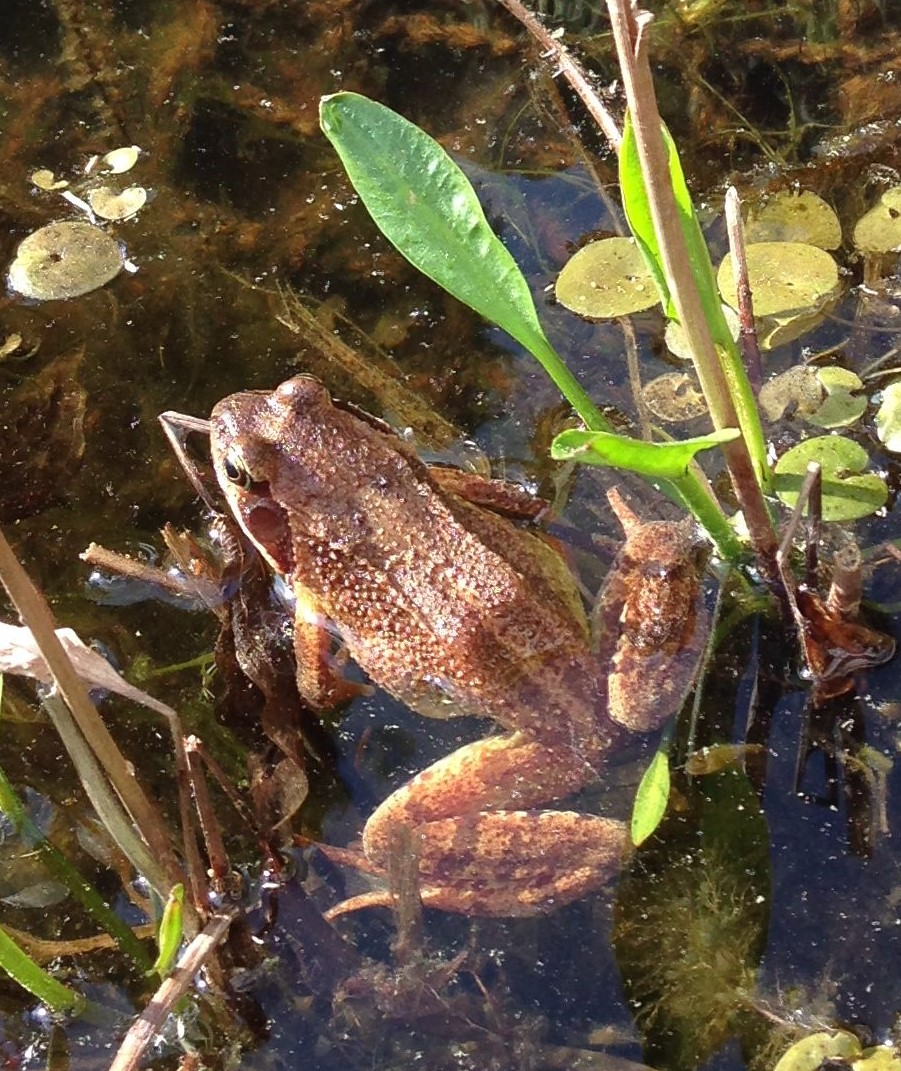
Grasfrosch (Rana temporaria)
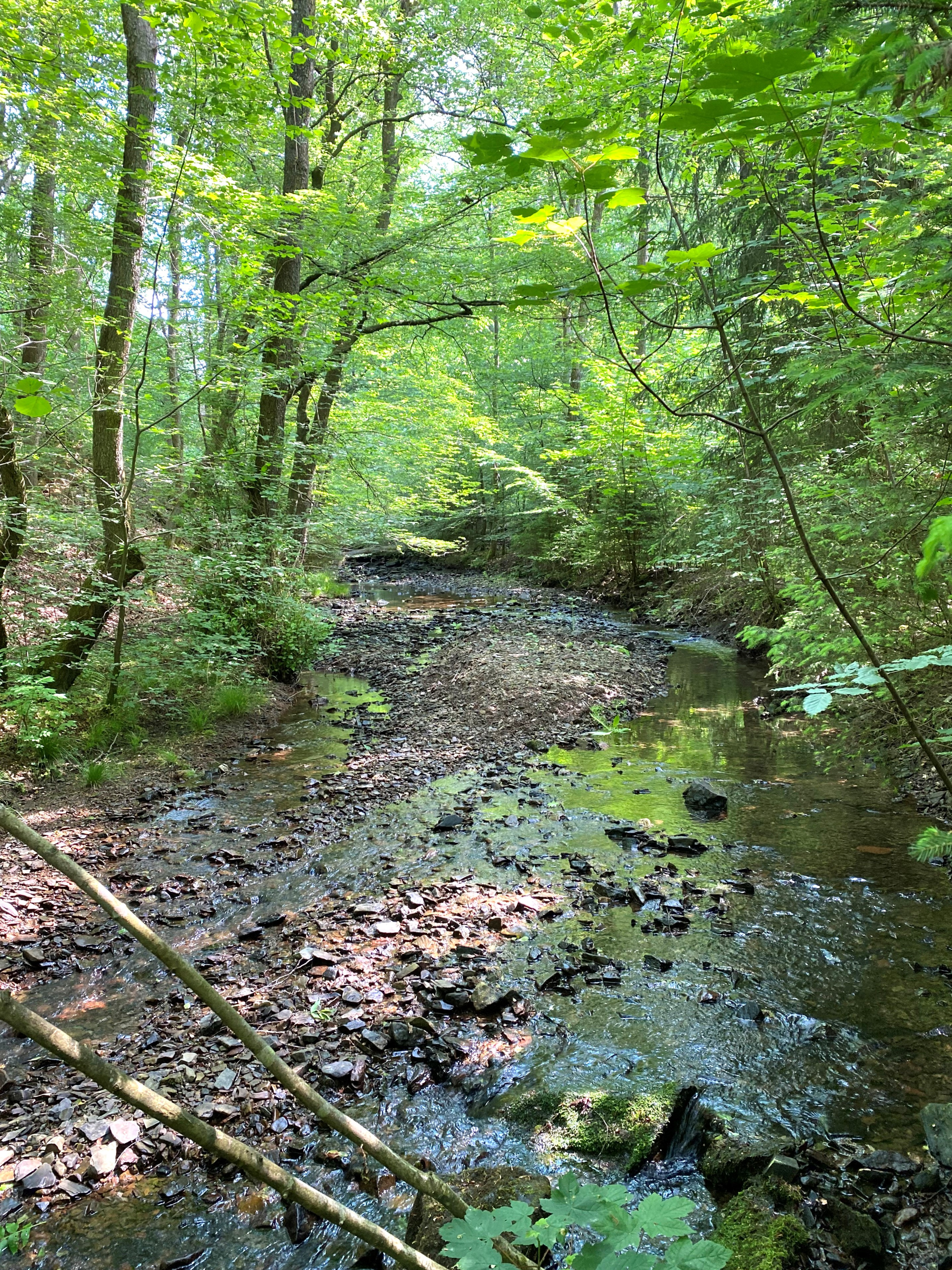
Unterlauf des Wiebachs
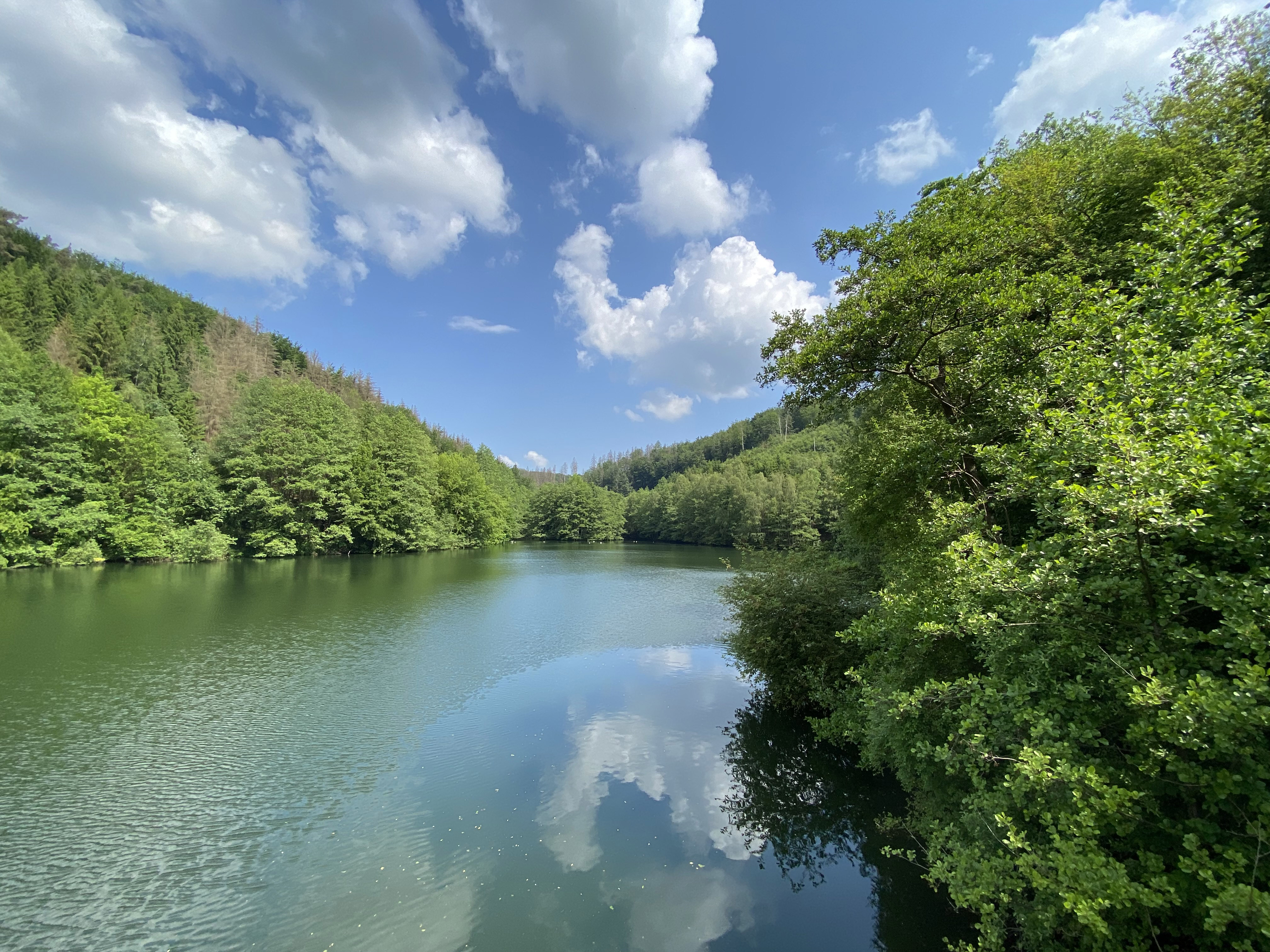
Wiebach-Vorsperre
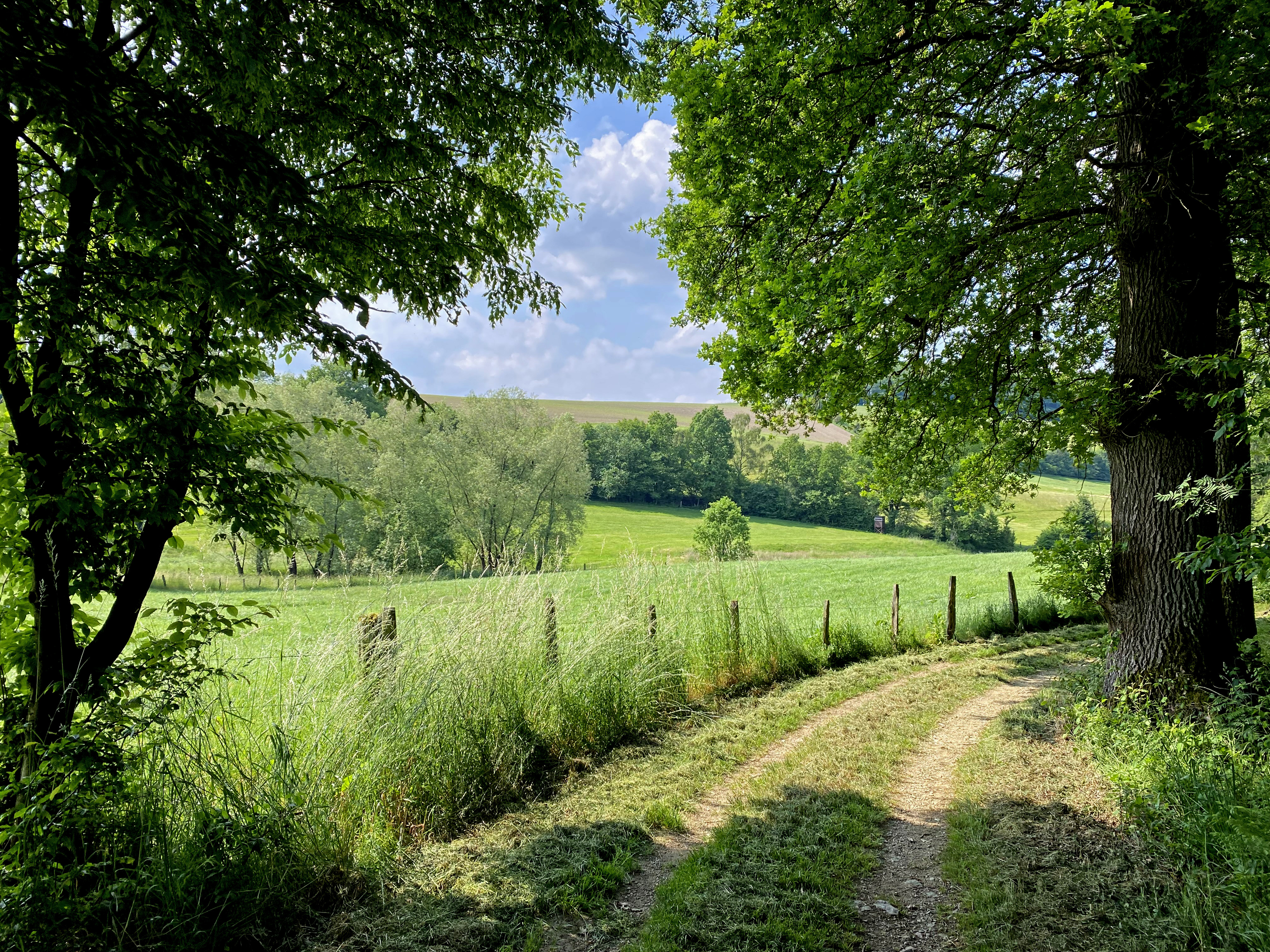
Ispingrader Bachtal
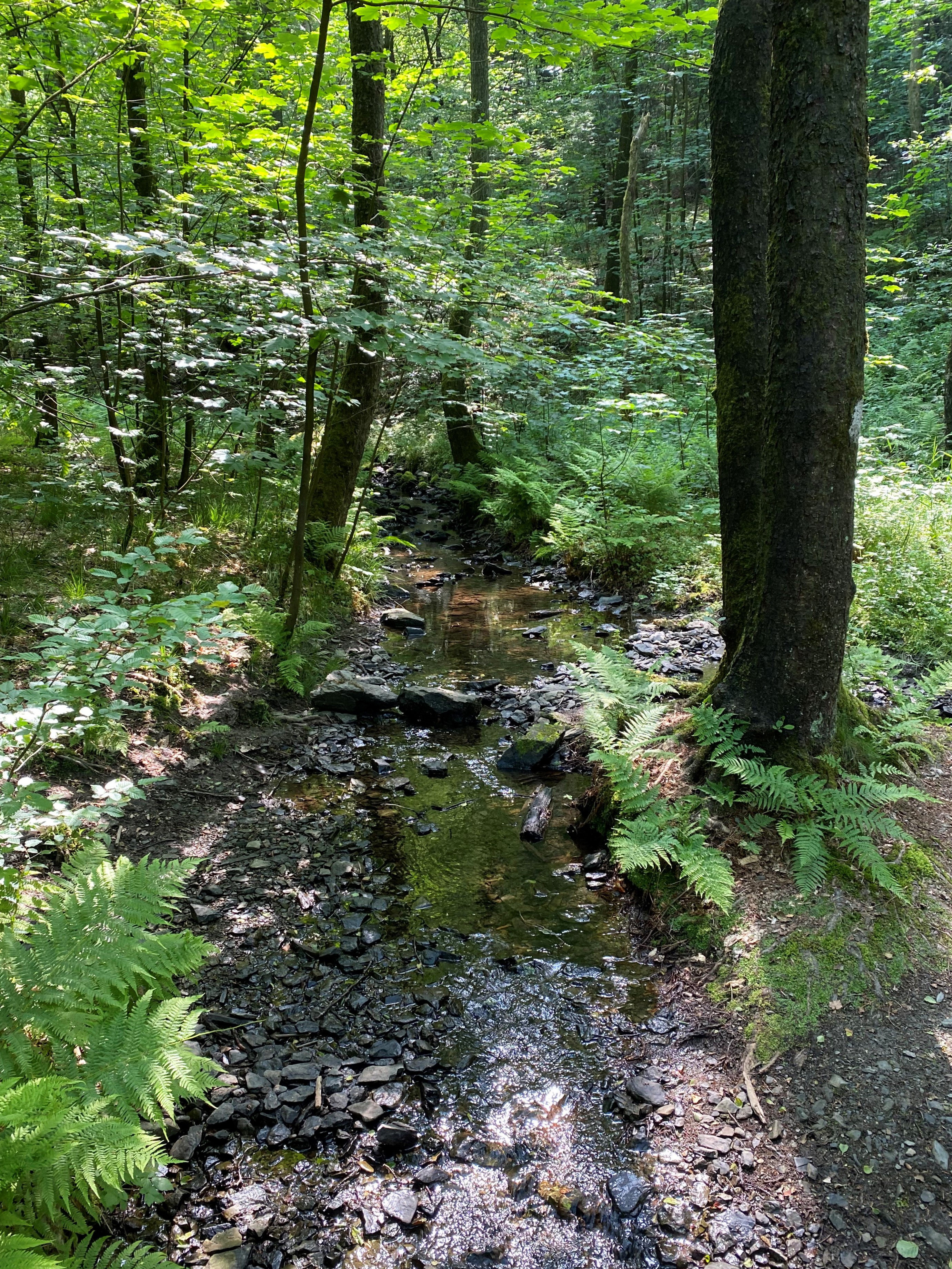
Ispingrader Bach
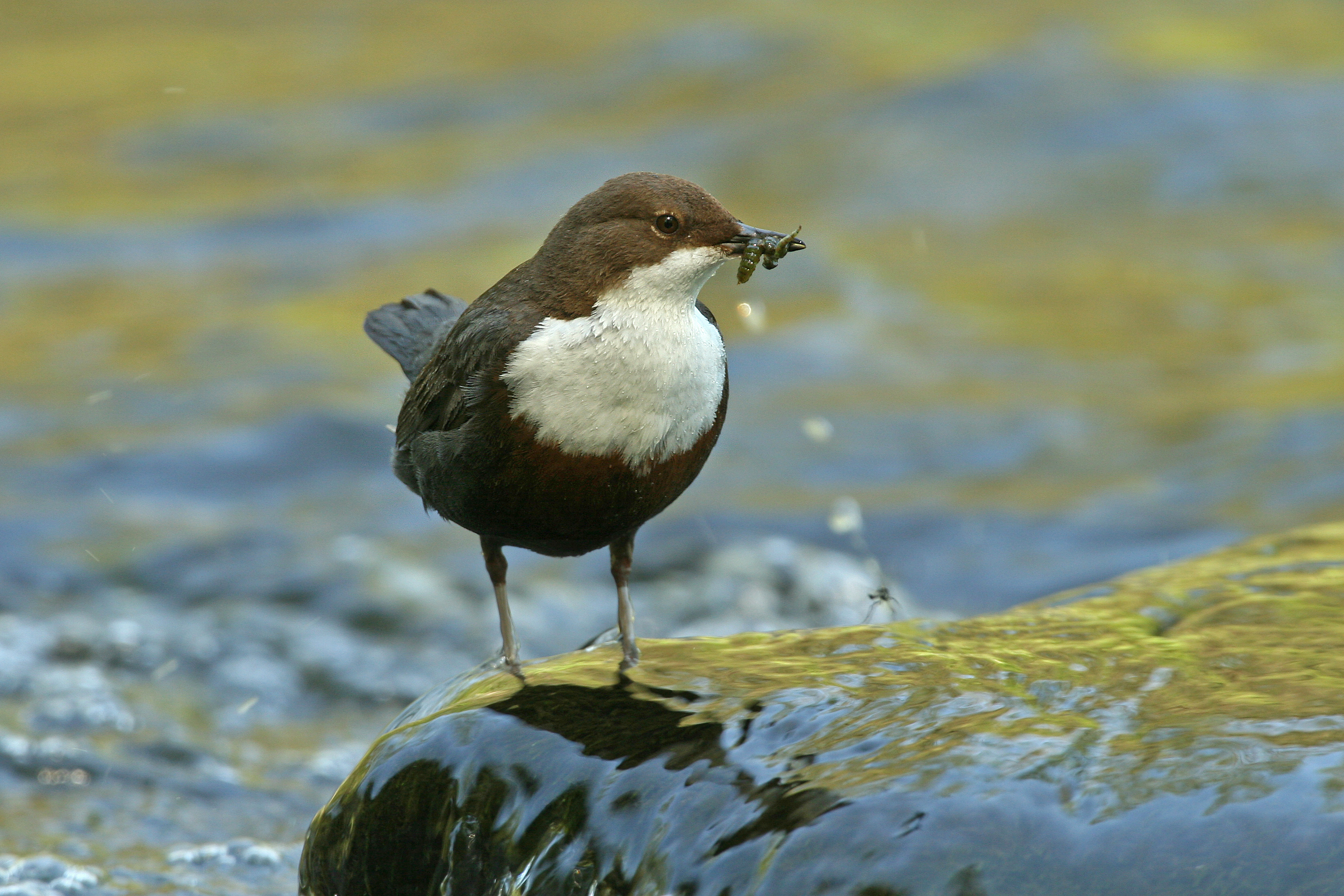
Wasseramsel (Cinclus cinclus)
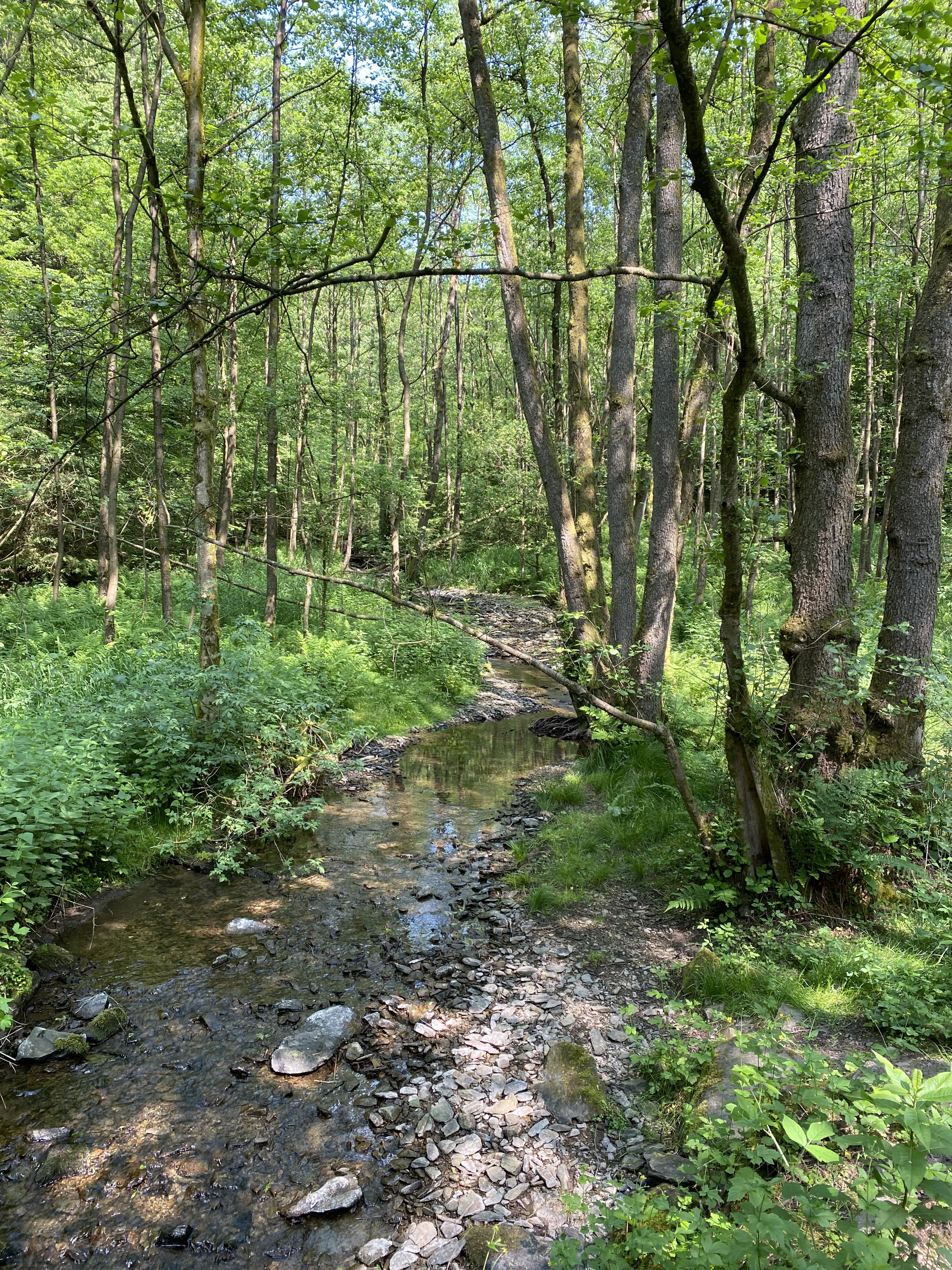
Ispingrader Bach im Erlenauwald
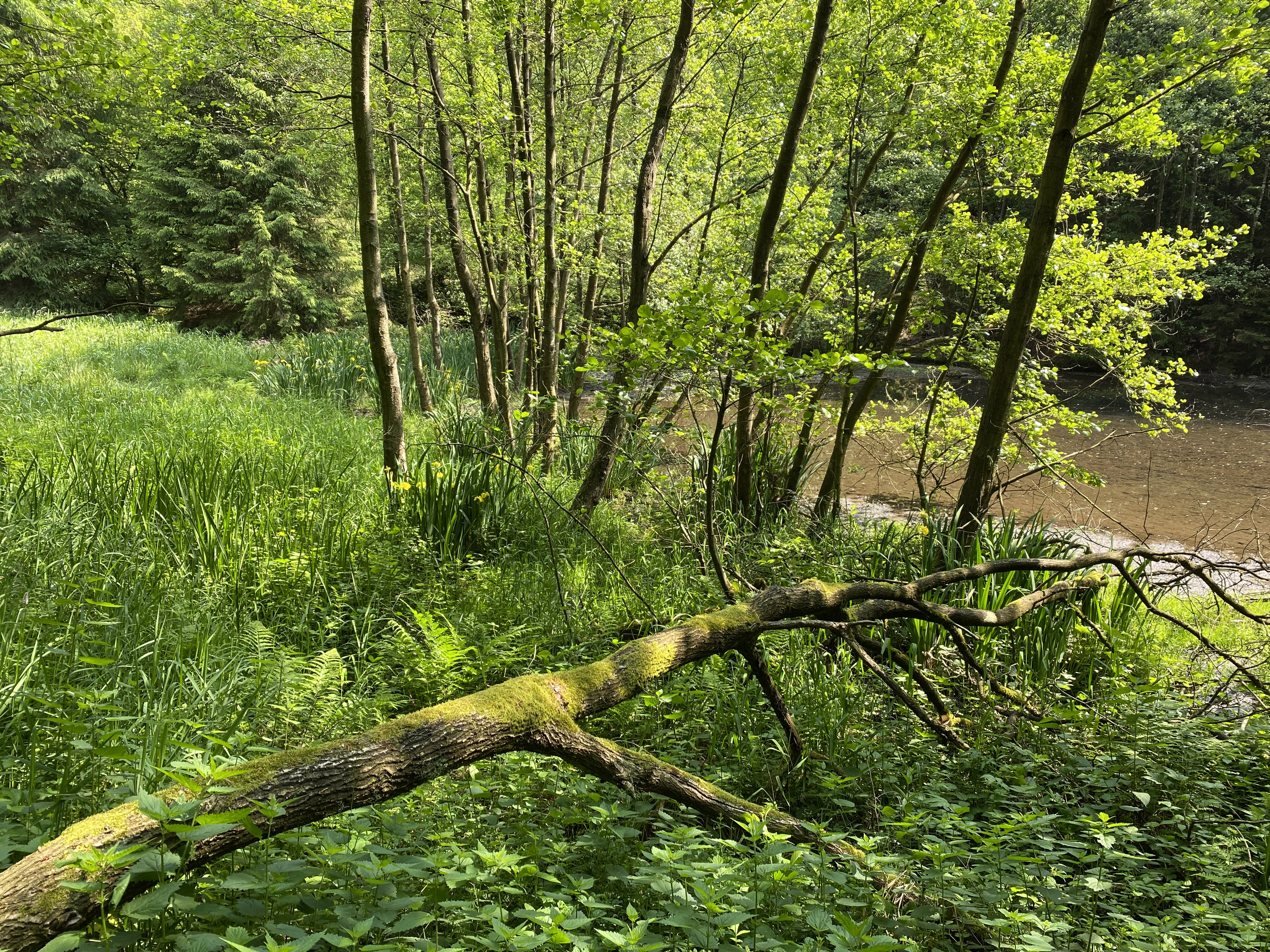
Einlauf Ispingrader Bach in die Wiebach-Vorsperre